# Bęczarka
Bęczarka – wieś w Polsce położona w województwie małopolskim, w powiecie myślenickim, w gminie Myślenice.

## Geografia
Wieś położona na Pogórzu Wielickim, w dolinie potoku Zakrętek.
Tuż obok miejscowość przechodzi łącząca Kraków z Zakopanem  oraz z Chyżnem (droga krajowa nr 7, fragment międzynarodowej trasy E77), stanowiąca na tym odcinku część zakopianki.

## Historia
W latach 1975–1998 miejscowość administracyjnie należała do województwa krakowskiego.
Pierwsza wzmianka o wsi zwanej wówczas Bunczarca, pochodzi z 1398 r., była ona wtedy własnością Piotra z Kociny. Prawdopodobnie wieś była lokowana kilkadziesiąt lat wcześniej, w rozległej Puszczy Karpackiej.
Nazywała się najpierw Bunczarca, a pierwsza pisana o niej wzmianka pochodzi z roku 1398, kiedy to była własnością Piotra z Kociny. Przez bardzo długi czas wieś otaczała puszcza dziewicza zwana Wielkim Lasem. Na przełomie XV i XVI wieku powstał w Bęczarce folwark pańszczyźniany. W roku 1581 pracował tutaj jeden zarejestrowany rzemieślnik, a na wiejskich weselach grał ludowy dud. W XVII wieku wielu mieszkańców Bęczarki pracowało na sąsiednich polach królewszczyzny lanckorońskiej. W 1670 wieś dzierżyła Marianna Zebrzydowska. Przez cały czas swojego przedrozbiorowego istnienia Bęczarka należała pod względem administracyjnym do kasztelanii krakowskiej, a kościelnym do parafii w Krzywaczce. Od przełomu XV i XVI wieku w Bęczarce znajdował się tylko odrębny folwark, ponieważ wieś ta nigdy nie miała osobnego właściciela.

## Religia
- Parafia Matki Bożej Częstochowskiej

## Części wsi
| SIMC    | Nazwa       | Rodzaj    |
| ------- | ----------- | --------- |
| 0327356 | Dół         | część wsi |
| 0327362 | Góra        | część wsi |
| 0327379 | Jochymówka  | część wsi |
| 0327385 | Leśniakówka | część wsi |
| 0327391 | Przymiarek  | część wsi |
| 0327400 | Wilkówka    | część wsi |